# Nice
Nice ([nis]; Occitaans: Niça of Nissa; Francoprovençaals: Nix; Italiaans: Nizza; Latijn: Nicaea; Oudgrieks:  Νίκαια) is een stad in het zuiden van Frankrijk aan de Middellandse Zee, gelegen tussen Marseille en Genua, met 353.701 inwoners op 1 januari 2022 (groot metropolitaans gebied). De stad is een toeristische trekpleister en marktleider aan de Franse Rivièra (Côte d'Azur). Sinds 2021 staat de stad, en met name het overwintergebied van de buitenlanders, zoals de Promenade des Anglais, op de Unesco-Werelderfgoedlijst.

## Bestuurlijke eenheden
Nice is gelegen in de regio Provence-Alpes-Côte d'Azur. Het is een gemeente en de administratieve hoofdstad (prefectuur) van het departement Alpes-Maritimes.

## Geschiedenis

### De oudheid
De eerste nederzettingen die rond het huidige Nice zijn gevonden, dateren van rond 400.000 jaar geleden. Bij de vindplaats Terra Amata zijn de resten gevonden die wijzen op het vroegste gebruik van vuur en de bouw van huizen.
In de 4e eeuw voor Christus versloegen Griekse kolonisten uit Phocaea uit de omgeving van Aléria de Liguriërs en stichtten Νικαία (Nikaia of Nicaea) ter ere van deze overwinning. De naam betekent zegerijk, naar de Griekse godin van de overwinning, Nikè. Al snel werd het een van de drukste handelsplaatsen aan de Ligurische kust.
In 154 voor Christus vestigden de Romeinen zich in het gebied, nadat de Griekse nederzettingen Nikaia en Antipolis (Antibes) door Liguriërs uit de omgeving van Biot en Cannes aangevallen waren. Ter bescherming van de regio werd daarop door de Romeinen naast Nicaea een tweede nederzetting, Cemenelum genaamd, op de bergen van Cimiez gesticht. De gevonden ruïnes wijzen erop dat Cemenelum (op de plaats waar vandaag de dag de wijk Cimiez ligt) een bevolkingsaantal van 15.000 tot 20.000 had. De plaats had daarmee centrale bestuursfuncties en kende door de bouw van de Via Iulia Augusta (7e eeuw voor Chr.) een opleving, zodat de basis voor de stad groeide.

### 5e–11e eeuw na Christus

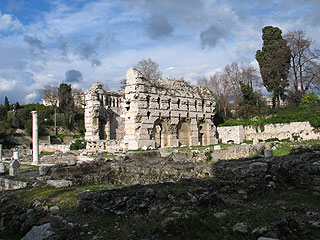
Ruïnes van Cemenelum

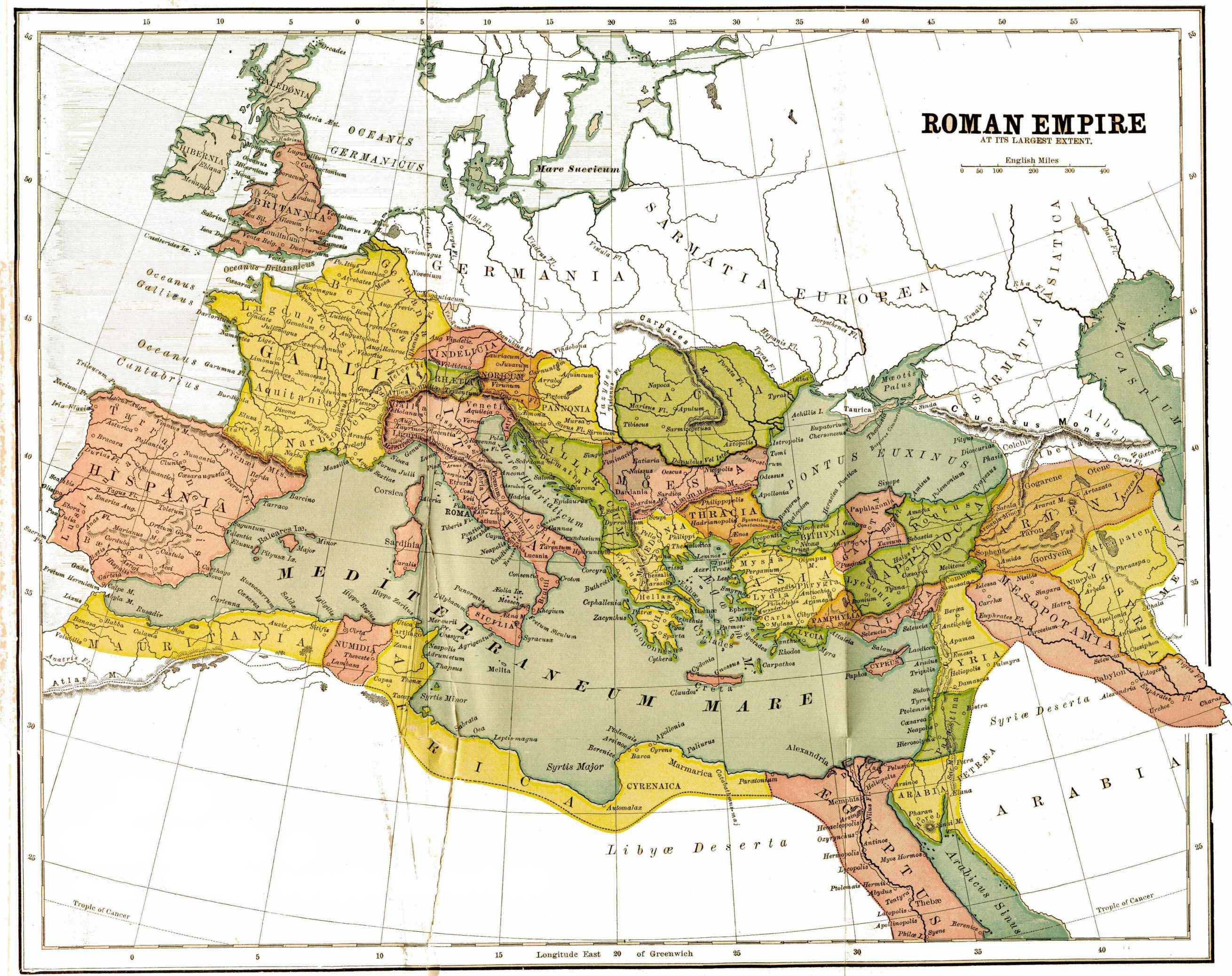
Nice in de tijd van het Romeinse Keizerrijk

Cemenelum werd in de 5e eeuw opgegeven, ten gunste van Nicaea. In 508 viel Provence in handen van de Ostrogoten, in 536 in handen van het Frankische Rijk. In de 7e eeuw sloot Nice zich aan bij een Genuees verbond met andere Ligurische plaatsen. Zodoende kon in de 8e eeuw een aanval door de Saracenen afgeweerd worden, die van over de Middellandse Zee kwamen. Tijdens de volgende eeuw werd Nice echter regelmatig door hen geplunderd (in 813, 859 en 880). Ook hierna bleef Nice regelmatig blootgesteld aan aanvallen van moslims. Van 888 tot 975 opereerden de Saracenen vanuit hun nabijgelegen basis Fraxinet (Farakhshanit in het Arabisch), genoemd naar het dorpje Fraxinetum (La Garde-Freinet). Hierna werden de moslims door een alliantie van Franse vorsten verdreven.

### 12e–17e eeuw

Nice in Koninkrijk Italië (middeleeuwen)

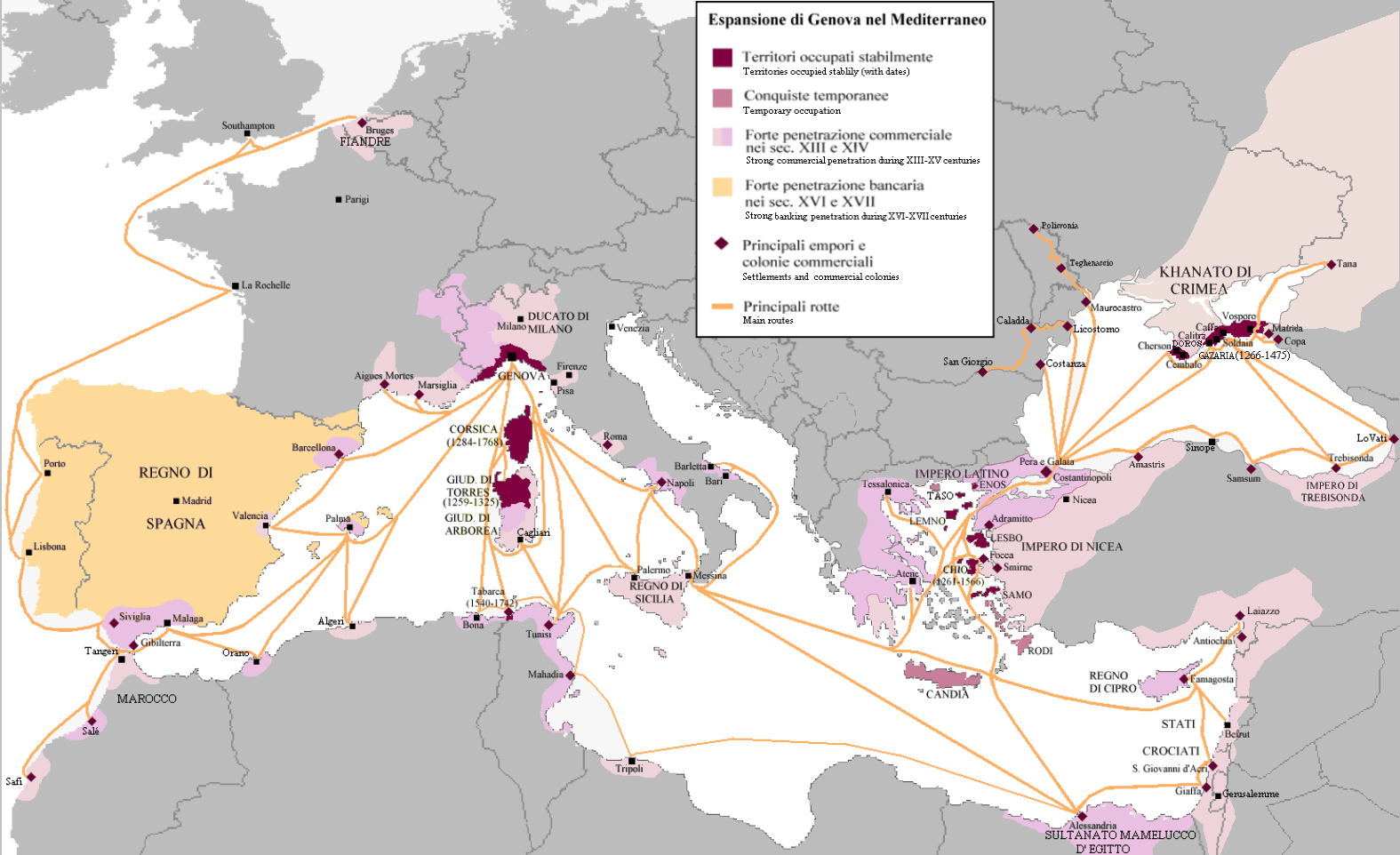
Nice in Ligurië, Republiek Genua (middeleeuwen)

De Italiaanse standen in 1494

De Italiaanse standen in 1796

In 1144 werd een gemeenteraad (Consulat) aangesteld, in 1176 gevolgd door de eerste stadswetten. Door een bondgenootschap met Pisa werd Genua een vijand van Nice. Hoewel de koning van Frankrijk en de keizer de stad graag wilden onderwerpen, bleef Nice bij het graafschap Provence horen. Zodoende behoorde de stad in de 12e eeuw bij Aragón en vanaf 1246 bij het Huis van Anjou.
In de 13e eeuw werd de rivaliteit met Genua duidelijk merkbaar, zodat er rond 1250 voor korte tijd een grimmige sfeer in de stad hing. Als reactie liet de graaf van Provence rond 1250 een vloot in Nice stationeren. In 1295 volgde de stichting van de stad Villefranche (betekenend vrije stad of vrijstad) dicht bij Nice, met een basis om piraterij te bestrijden. Na de dood van gravin Johanna I in 1382, ontstond onenigheid over de opvolging. Karel van Anjou en zijn neef Karel van Durazzo maakten beiden namelijk aanspraak op de troon van het graafschap. Op aanraden van Jean Grimaldi keerde Nice zich in deze strijd tegen de Anjous, waarna in 1388 hertog Amadeus VII van Savoye van Savoye het oostelijke deel van Provence als graafschap Nizza (Frans: Comté de Nice) bij zijn hertogdom voegde, zodat hij toegang tot de zee verkreeg. Vanwege haar strategische ligging werd de stad sterk gefortificeerd en bevochten.
Koning Frans I van Frankrijk doorkruiste in 1524 het graafschap Nizza om de Franse aanspraken in Lombardije tegen de Habsburgers te bevechten. Bij de slag van Pavia werd hij door keizer Karel V gevangengenomen, die hem in 1525 vanaf Villefranche per schip naar Spanje liet brengen. In 1536 trok de Hertog van Savoye zich terug in het graafschap Nizza voor de koning van Frankrijk. Twee jaar later werd in Nice, dankzij bemiddeling van paus Paulus III, een wapenstilstand tussen Frans I en Karel V gerealiseerd. In 1543 volgde de belegering en plundering van Nice door de Franse troepen en de vloot van de Turkse Khair ad Din; de citadel bleef behouden. Volgens de lokale overleveringen trad Catherine Ségourane, een wasvrouw, op als een Jeanne d'Arc van Nice, die de aftocht van de Turken bewerkstelligd zou hebben.

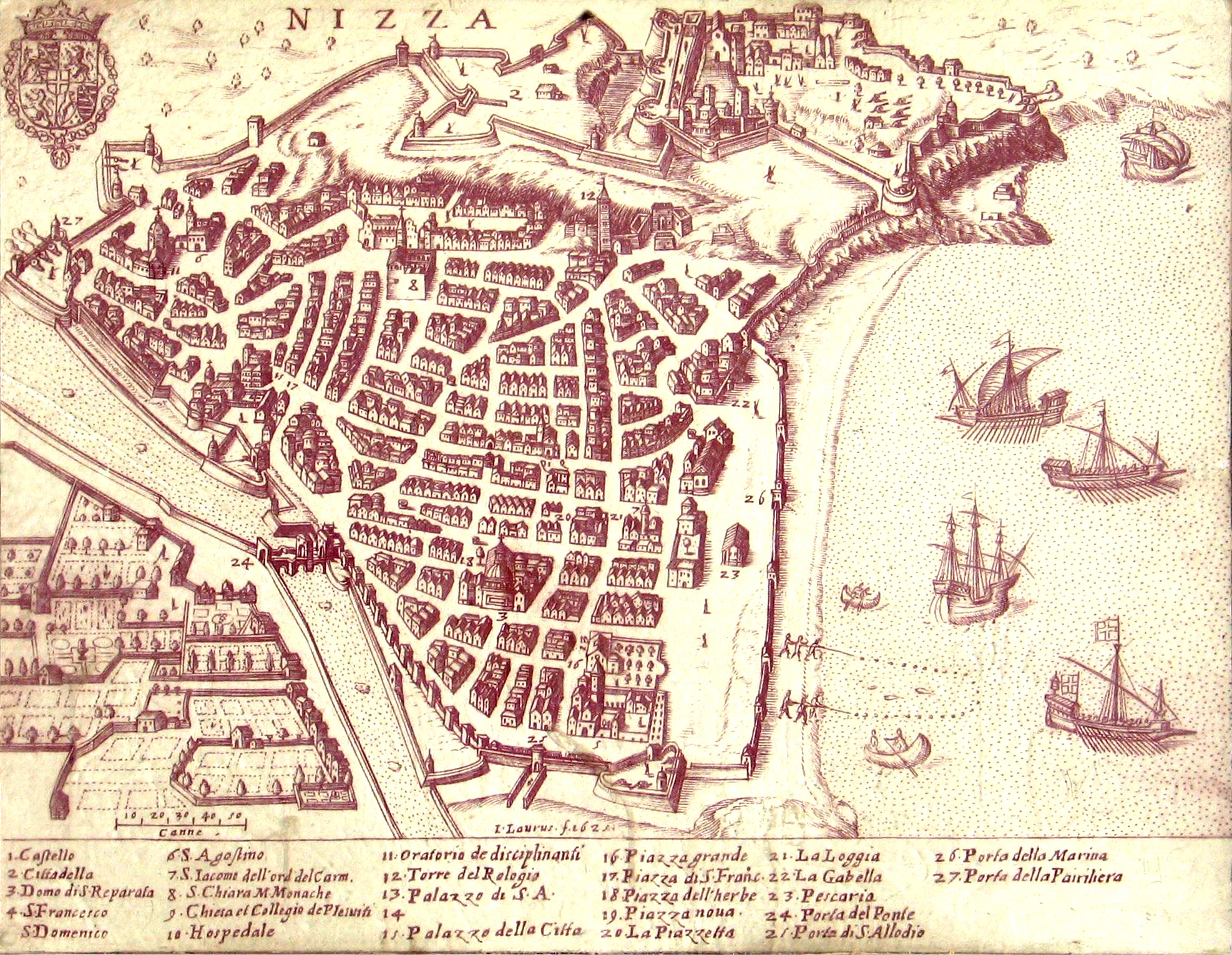
Nice in 1624, toen het "Nizza" heette. Italiaans bleef de voertaal tot 1860.

In 1600 liet koning Hendrik IV van Frankrijk de stad belegeren. Vanwege het Verdrag van Lyon in 1601 bleef Nice bij het hertogdom Savoye, dat er in 1614 een van de drie gerechtshoven van het land stichtte. Door de havens van het graafschap voor alle naties open te stellen en een volledig vrije handel te verklaren, zorgde Karel Emanuel I van Savoye in 1626 voor een grote stimulans voor de commercie van de stad. Spanjaarden werden in 1642 uit Nice verdreven.
In 1691 nam koning Lodewijk XIV het Graafschap Nizza in, en daarbij ook Nice. Tegelijkertijd nam hij de titel graaf van Nizza op zich. In 1693 bezocht de militairarchitect Sébastien Le Prestre de Vauban de regio rond Nice om de reconstructie van de vesting te regelen. Twee jaar later kwam het Graafschap Nizza terug bij de hertog van Savoye door het trouwen van zijn dochter met een kleinkind van Lodewijk XIV. Tijdens de Spaanse Successieoorlog kwam het opnieuw tot strijd in de regio, omdat Savoye zich aan de kant van de Habsburgers schaarde, tegen Frankrijk. Een Franse aanval onder generaal Nicolas de Catinat leidde tot verregaande schade aan de vesting.

### 18e en 19e eeuw

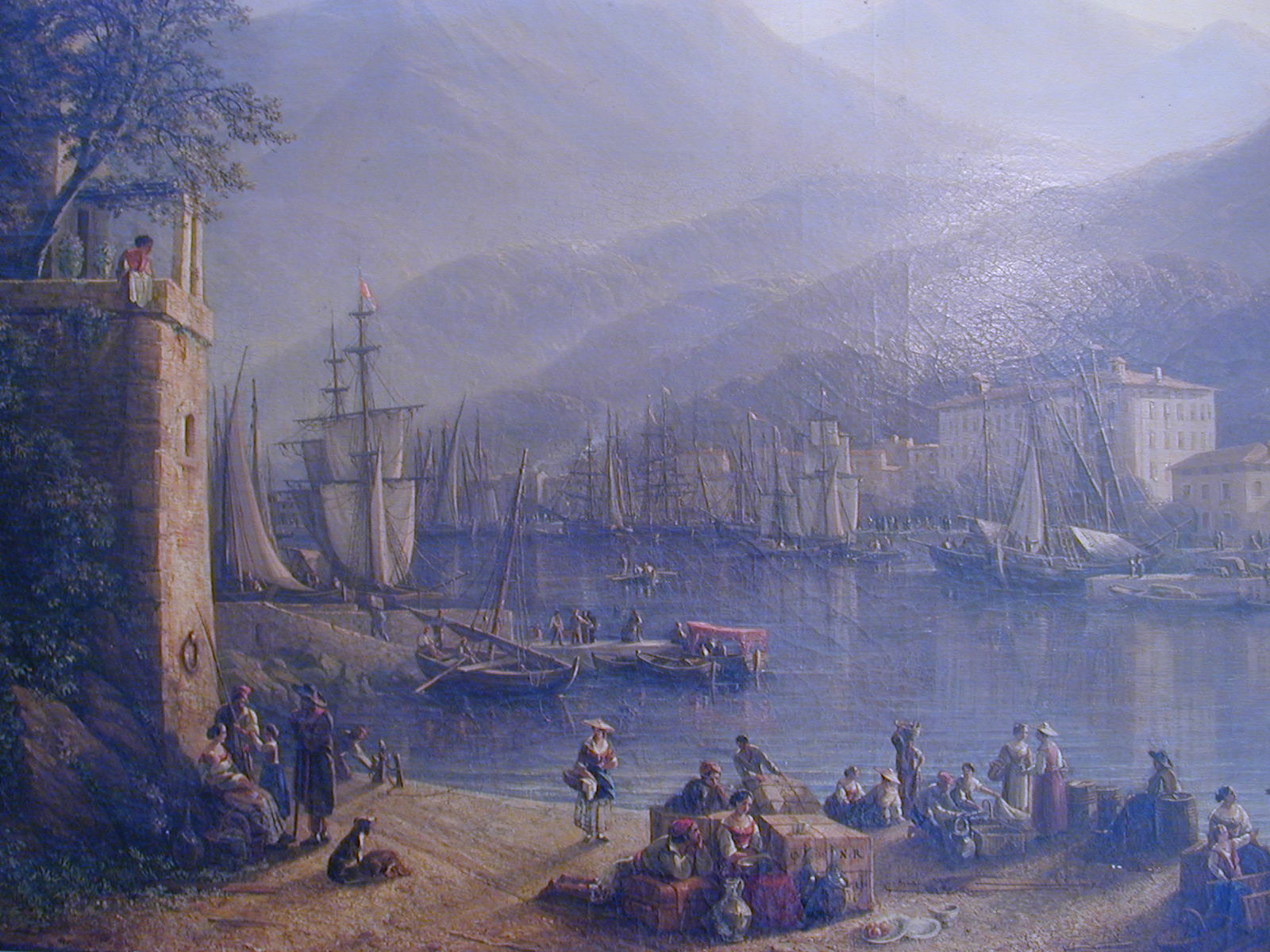
Haven van Nice in de 18e eeuw

Italiaanse staten in de 19e eeuw

In het kader van de Oostenrijkse Successieoorlog veroverden Frans-Spaanse troepen in 1744 het graafschap Nizza. Bij de hierop volgende Vrede van Aken van 1748 werd het graafschap opnieuw aan Savoye toebedeeld. In 1749 werd de huidige haven (Bassin Lympia) aangelegd. Na een volksstemming in 1793 werd het graafschap bij Frankrijk gevoegd als 85e departement, genaamd Alpes-Maritimes.
Van hieruit begon Napoleon Bonaparte in 1796 zijn Italiaanse veldtocht, die tot de bezetting van Piëmont leidde. In 1800 werd de regio kortstondig door Oostenrijkse troepen bezet. Na de overwinning van Napoleon in de Slag bij Marengo werd het echter weer onder Franse heerschappij gesteld. In 1814 kwam door het Verdrag van Parijs (1814) het graafschap Nizza bij Piëmont, dat in de tussentijd een deel van het koninkrijk Sardinië was geworden. De grenzen werden hierdoor weer die van 1760.
Frankrijk ondersteunde in 1859 de tegen de Habsburgers gerichte nationale vereniging van Italië onder het heerschap van de Victor Emanuel II, de koning van Piëmont-Sardinië. Deze moest daarvoor aan Napoleon III via het Verdrag van Turijn (1860) toestaan dat Savoye en Nizza uiteindelijk bij Frankrijk werden opgenomen. Dit werd goedgekeurd in een volksraadpleging door 25.000 van de 30.700 stemgerechtigden, een uitslag die waarschijnlijk door de Fransen gemanipuleerd was.
De spoorlijn van de Compagnie des chemins de fer de Paris à Lyon et à la Méditerranée (PLM) bereikte in 1864 de stad Nice. Omdat het station ver buiten de stad op onbebouwd terrein werd gebouwd, verplaatste de bebouwing zich naar de overkant van de rivier de Paillon. De oude binnenstad bleef hierdoor goed behouden.
In de tussentijd was de stad al zo gevestigd als vakantiebestemming voor Engelsen dat Alexandre Dumas in 1851 (sarcastisch) verklaarde: Nice is in principe een Engelse stad, waarin men af en toe ook iemand van de oorspronkelijke bevolking kan tegenkomen. In toenemende mate verbleef ook de Europese adel in Nice, zoals de Engelse koningin Victoria en de Russische tsaar Nicolaas II, in wiens opdracht in 1908 de Russische kerk in Nice, de 'Basiliek Nicolas', werd gesticht. In 1890 kwamen er 22.000 gasten in de winter, in 1910 was dit gestegen tot 150.000.

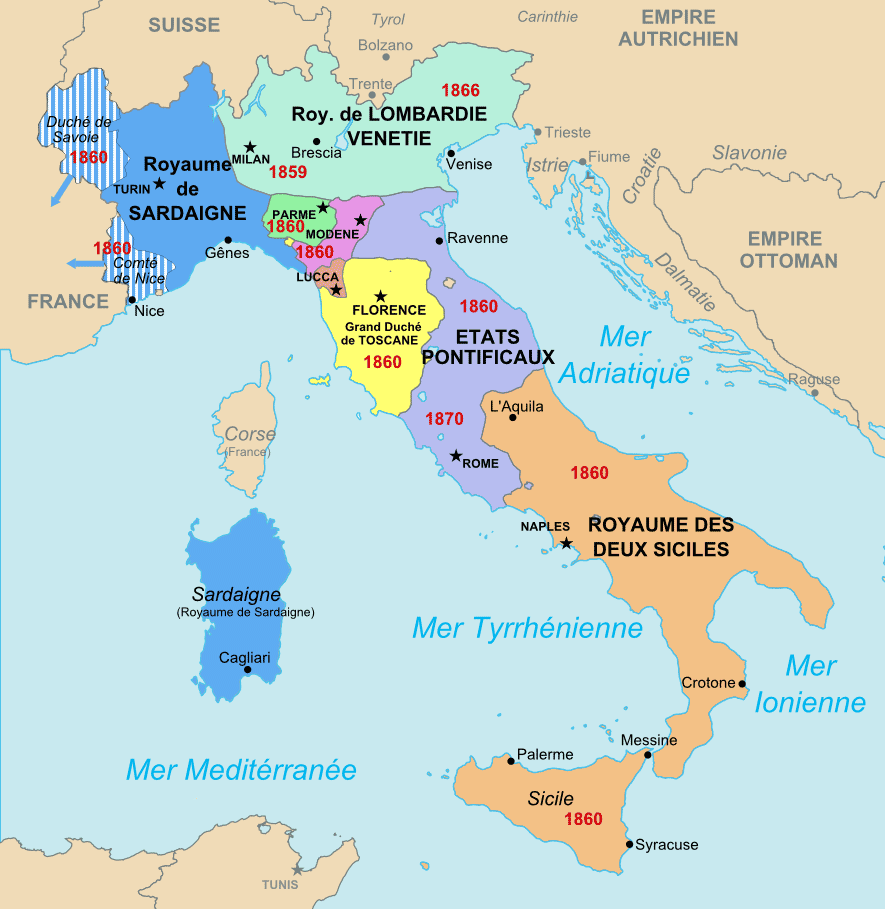
Franse aanhechting in 1860
Franse aanhechting in 1860

### 20e eeuw

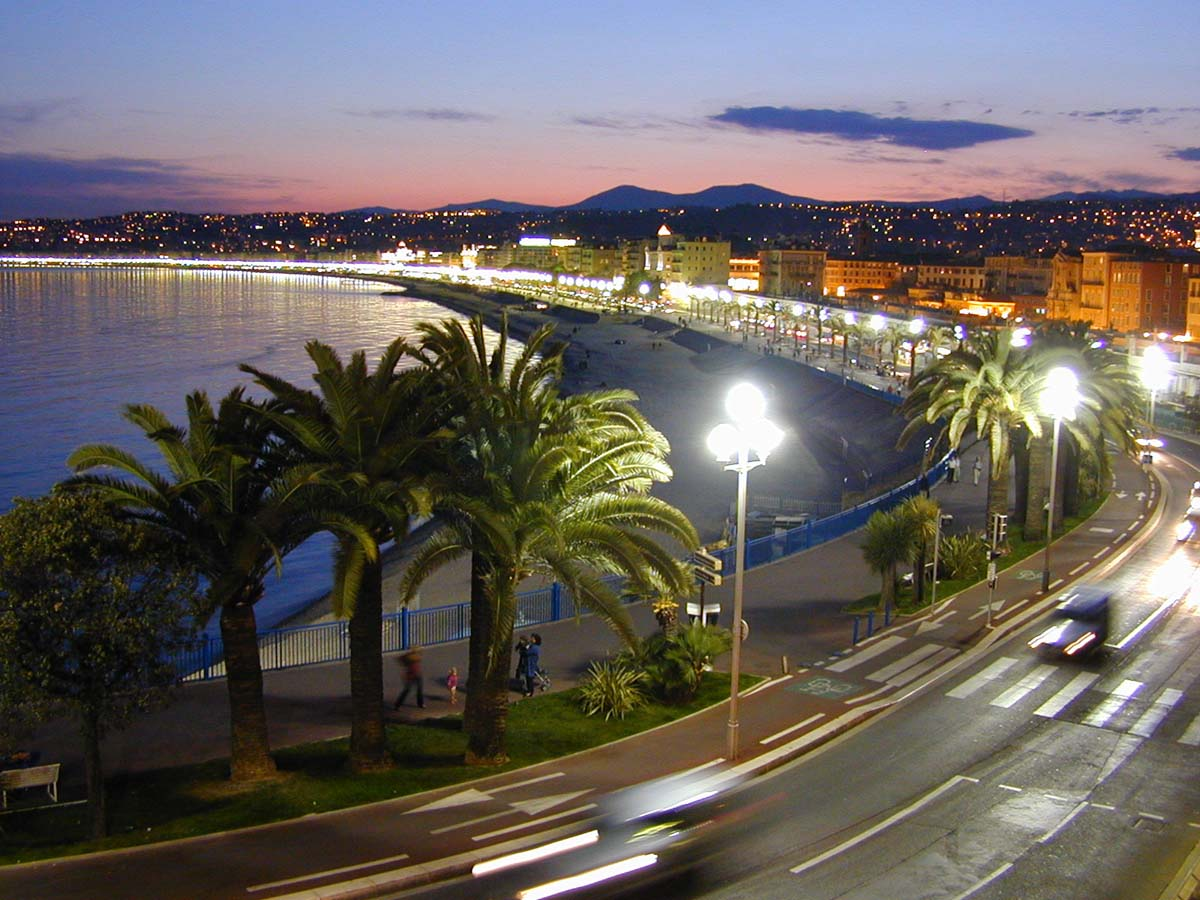
De Promenade des Anglais, de boulevard langs het strand van Nice

Doordat het een toeristenbestemming werd, kwam er bijpassende industrialisatie. In de 20e eeuw trok dit voornamelijk Italiaanse gastarbeiders aan, die voornamelijk in de wijken Riquier en Madeleine gingen wonen. Tijdens de Tweede Wereldoorlog werd de stad, die aanvankelijk door Italië maar vanaf oktober 1943 door Duitsland bezet werd, nauwelijks beschadigd. In de bergen boven de stad groepeerde het verzet zich. Terwijl het aantal Engelsen in de stad geleidelijk minder werd, groeide na de Tweede Wereldoorlog de immigrantengroepen afkomstig uit de vroegere Franse koloniën.
Tijdens het weekend van 17 en 18 juli 1976 vond "de kraak van de eeuw" plaats. Een bende gangsters, onder leiding van Albert Spaggiari, brak de kluizen van de Société Générale open, en ging met 50 miljoen Franse franken (7,6 miljoen euro) aan de haal. 
Op 16 oktober 1979 stierven 23 mensen toen de kust geraakt werd door een vloedgolf.
De politiek van Nice werd tijdens het tweede deel van 20e eeuw bepaald door de familie Médecin. Tot 1965 was Jean Médecin burgemeester, zijn zoon Jacques was dit tot 1990. Dat jaar vluchtte hij uit Frankrijk naar Uruguay, na beschuldigingen van politieke corruptie. In 1994 werd hij uitgeleverd en vervolgens veroordeeld tot gevangenschap voor verschillende vormen van corruptie.

### 21e eeuw
In 1995 won de van het Front National afkomstige Jacques Peyrat de verkiezingen. Peyrat was burgemeester tot 21 maart 2008. Hij werd opgevolgd door Christian Estrosi, lid van de Union pour un Mouvement Populaire (later Les Républicains).
In 2003 werd in Nice het Verdrag van Nice getekend, waardoor de spelregels van de Europese Unie gewijzigd werden. Dit was nodig vanwege de komst van tien nieuwe lidstaten.
Op 14 juli 2016 werd in Nice een aanslag gepleegd na een vuurwerkshow voor de Franse nationale feestdag. Een witte vrachtwagen reed in op het publiek. De dader werd door de politie neergeschoten. Bij deze aanslag vielen die dag 85 doden en meer dan 400 gewonden.

## Demografie
Onderstaande figuur toont het verloop van het inwonertal (bron: INSEE-tellingen).
Vanwege een beveiligingsprobleem met de MediaWiki Graph-software is het momenteel niet mogelijk deze grafiek weer te geven. Zodra de software is bijgewerkt zal de grafiek vanzelf weer zichtbaar worden.

## Geografie
De oppervlakte van Nice bedroeg op 1 januari 2022 71,92 vierkante kilometer; de bevolkingsdichtheid was toen 4.918 inwoners per km².
De rivier de Var vormt de westelijke grens van de gemeente. Naast de monding van de Var ligt op een kaap de luchthaven Nice-Côte d'Azur. Naar het oosten strekt zich de Promenade des Anglais uit tot aan de kaap Cap de Nice en de beboste heuvel Mont Boron. Die geeft in het oosten uitzicht op de baai Rade de Villefranche.
De onderstaande kaart toont de ligging van Nice met de belangrijkste infrastructuur en aangrenzende gemeenten.

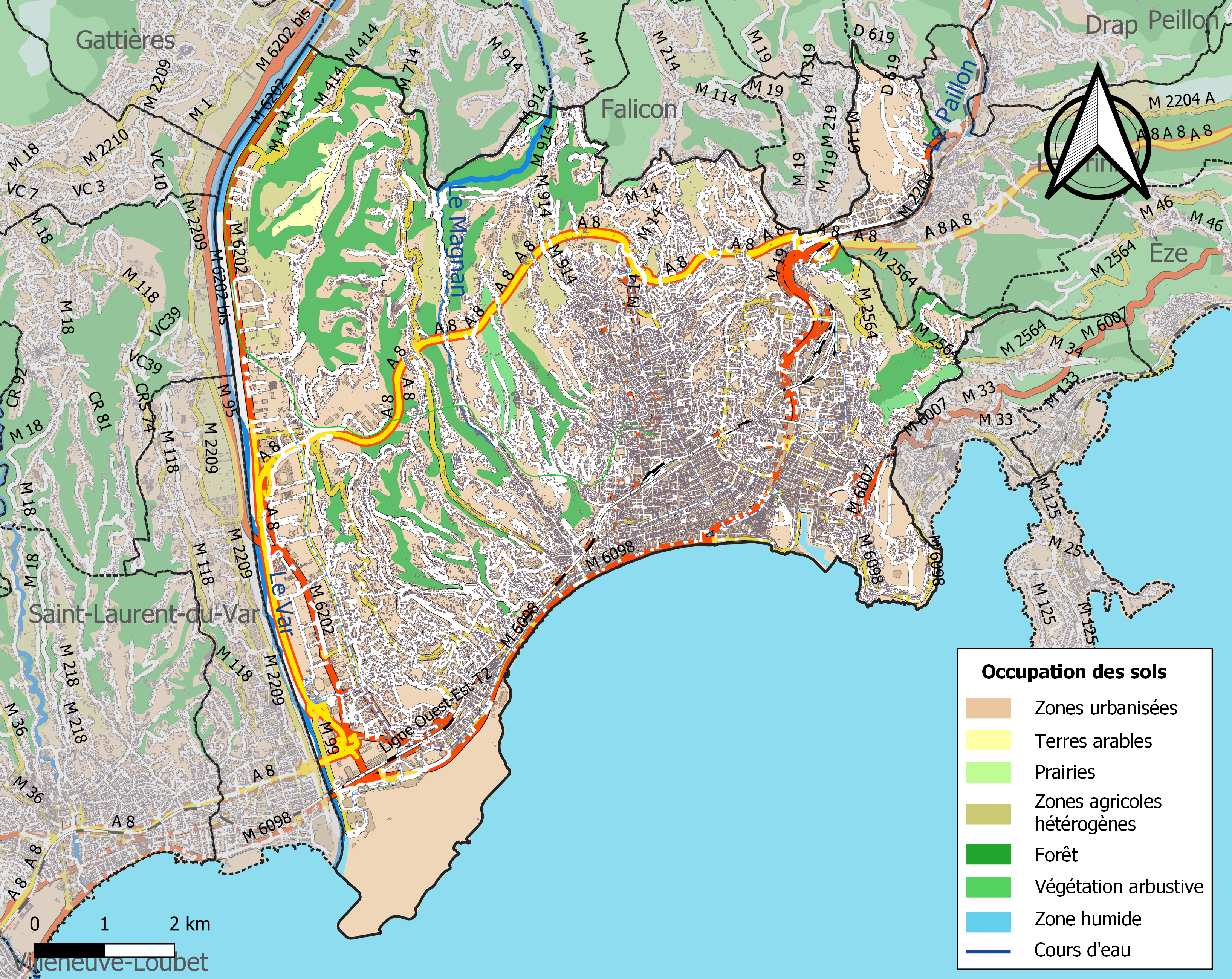

## Kunst en cultuur

### Musea
- Musée d'Art Moderne et d'Art Contemporain (MAMAC)
- Musée des Beaux-Arts Jules Chéret
- Musée Matisse
- Musée Masséna
- Musée Terra-Amata
- Musée National Marc Chagall
- Paleis Lascaris, museum van oude muziekinstrumenten
- Opéra de Nice

### Bloemencorso

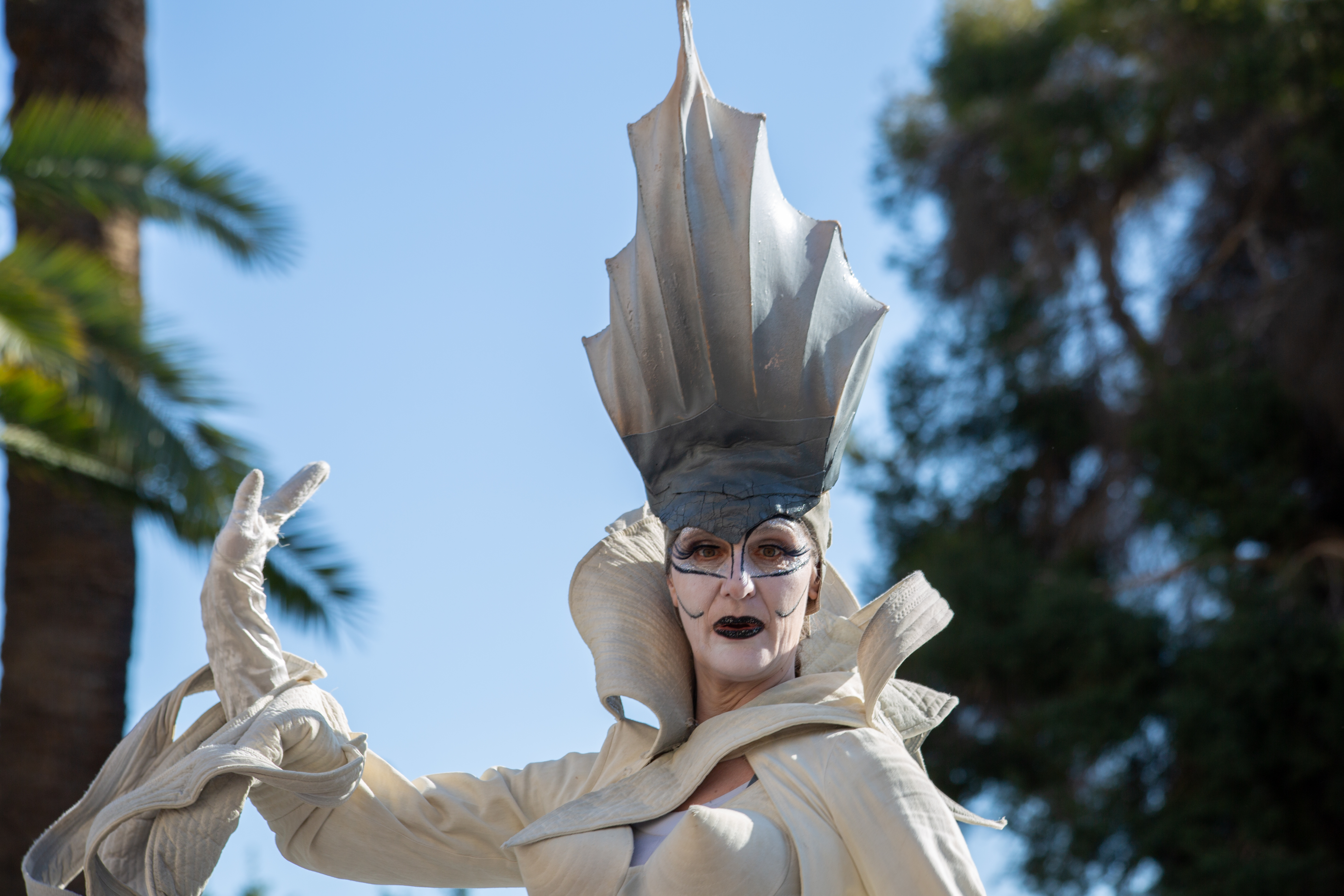
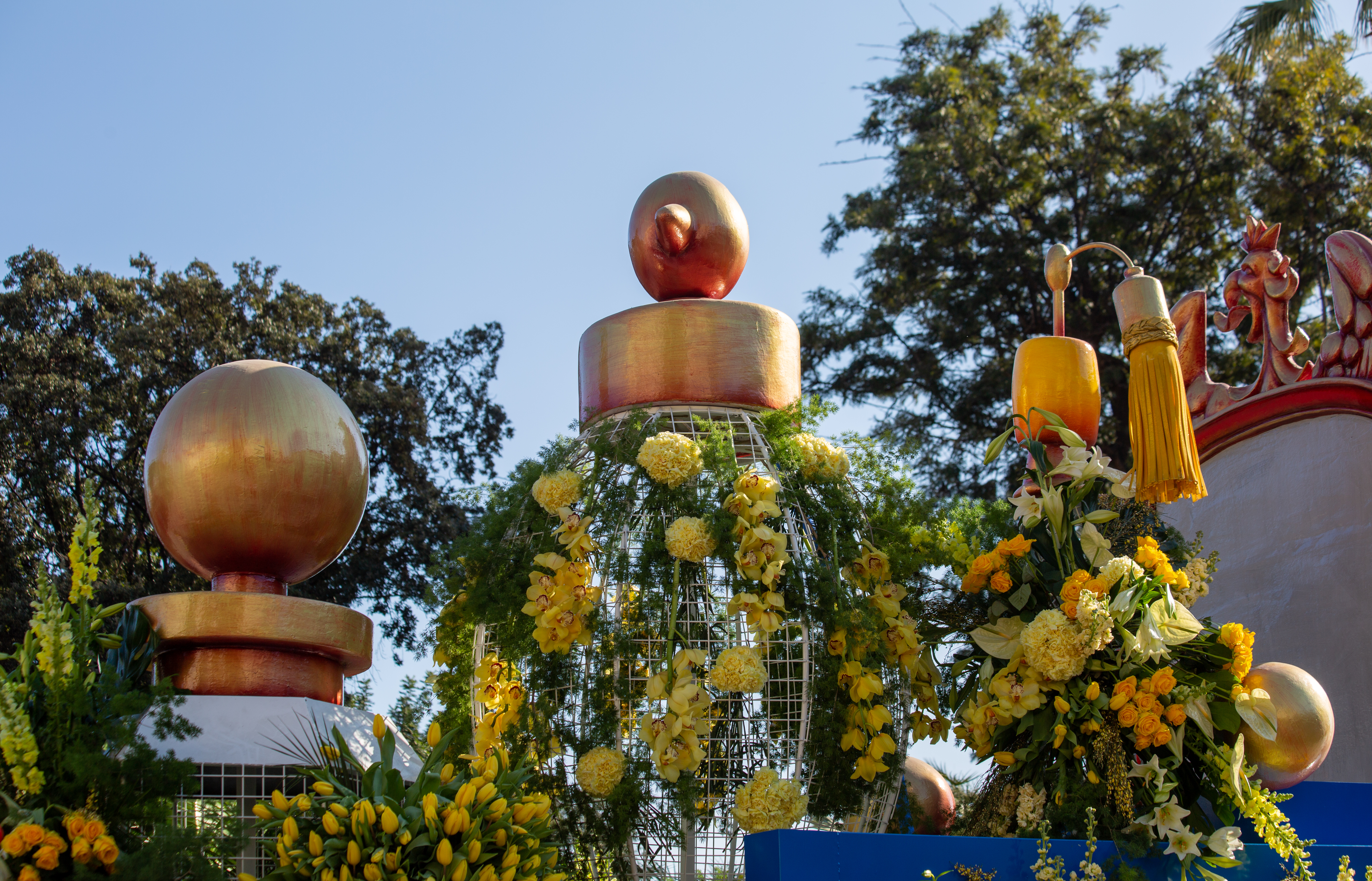
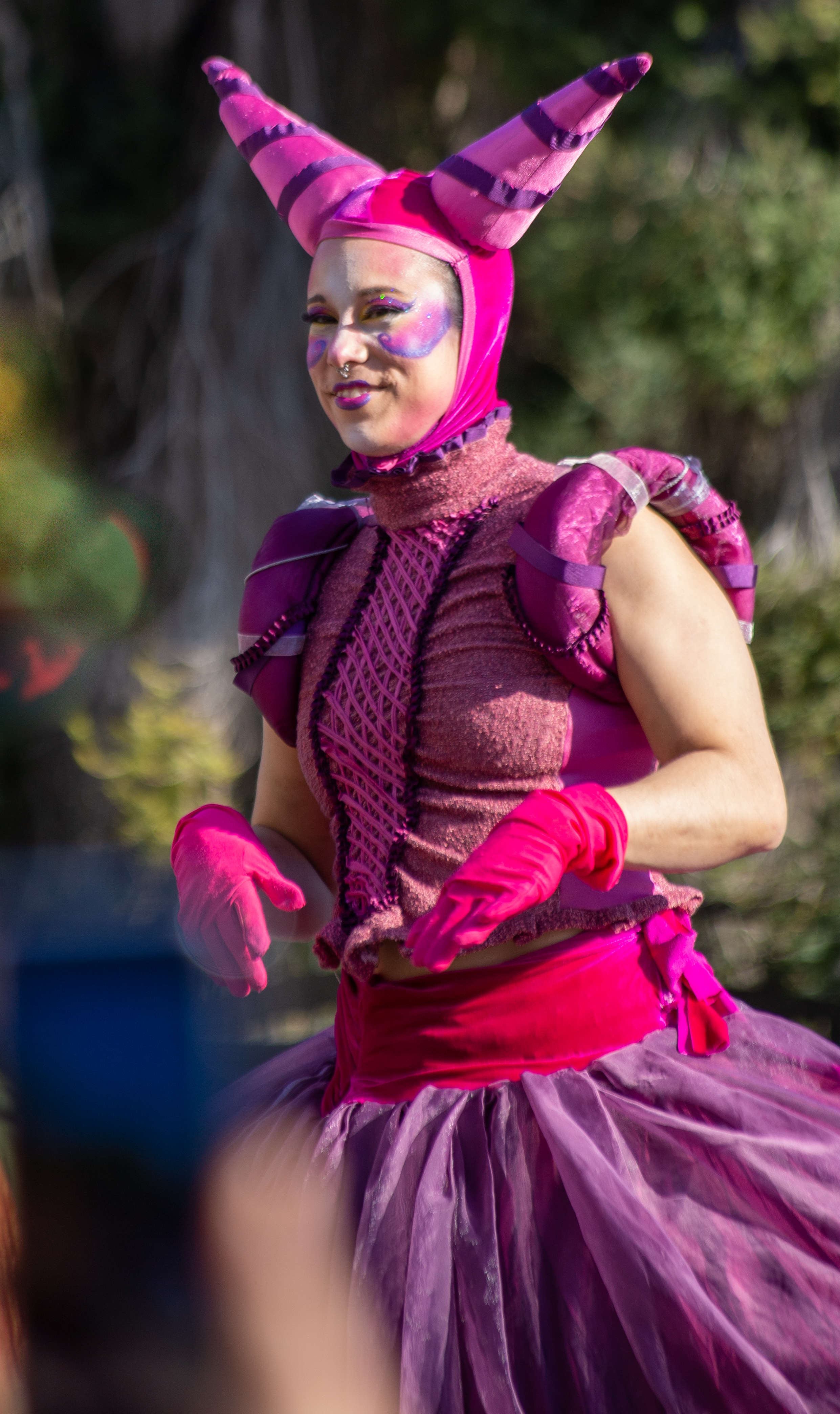
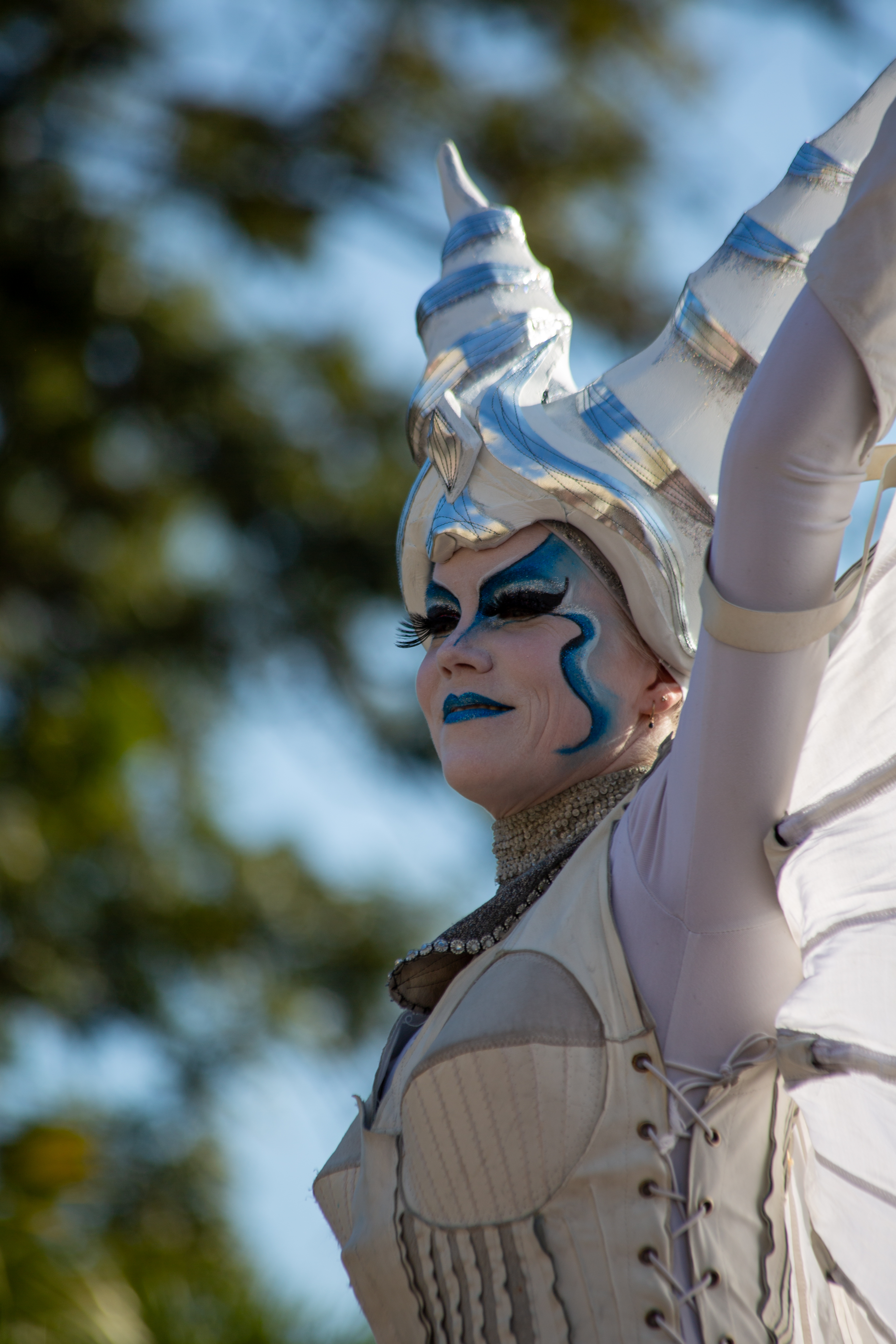
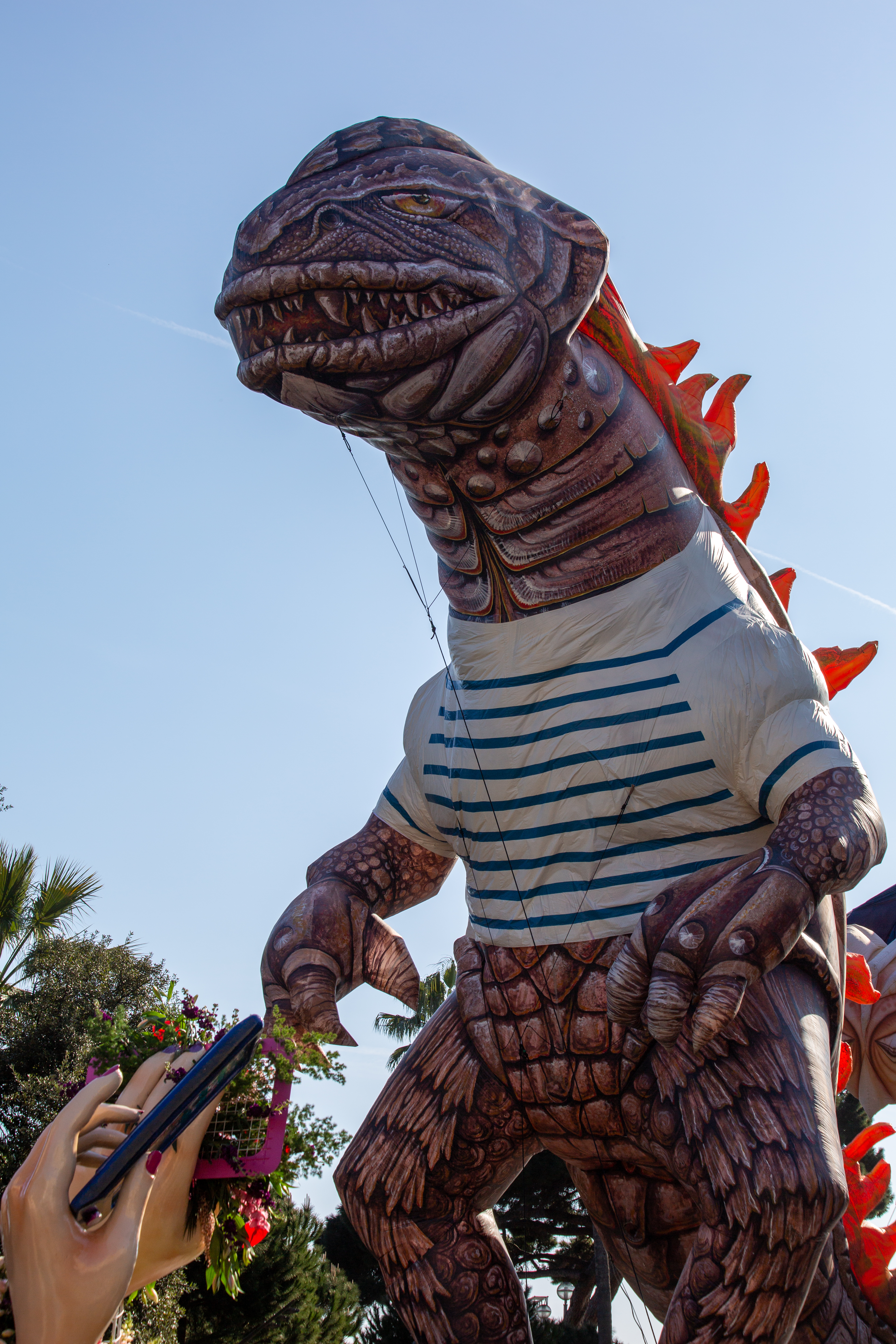
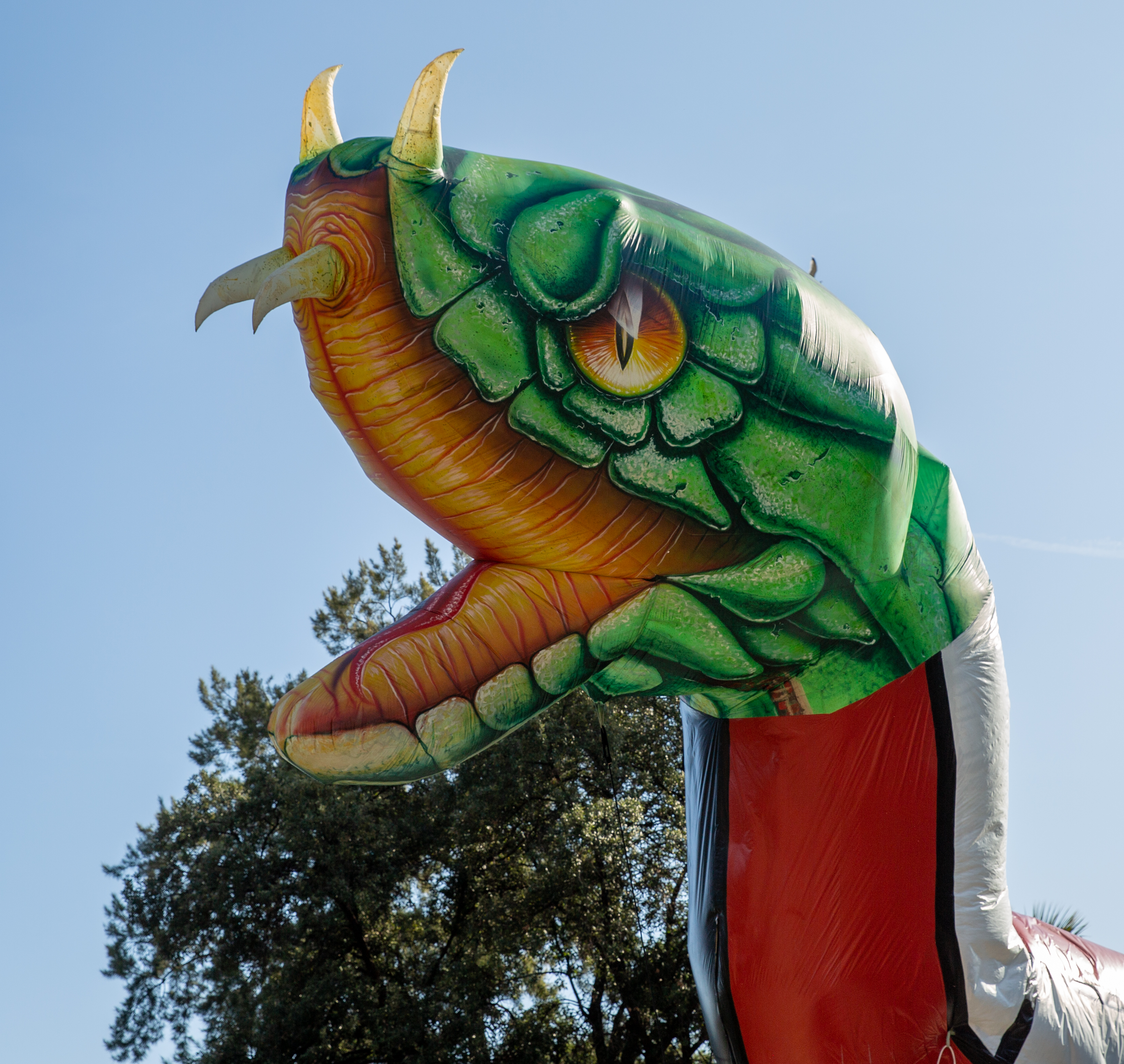
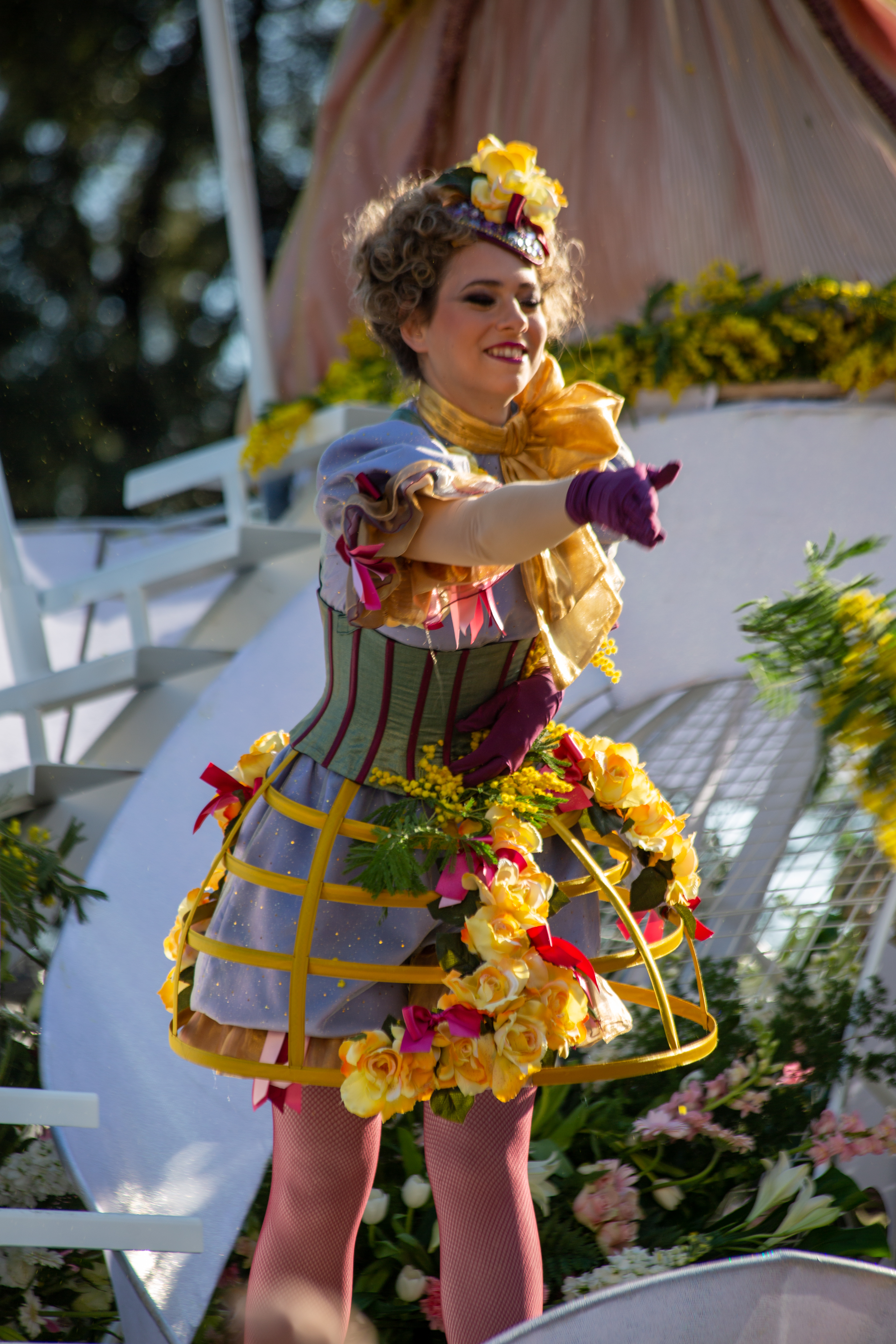

## Klimaat
Het klimaat van Nice, ingedeeld in het klimaatsysteem van Köppen, is een Cs-klimaat. Het mediterraan klimaat dat Nice heeft, levert haar in de zomer gedurende 4 maanden temperaturen op die kunnen oplopen tot gemiddeld 30 graden Celsius. Dit brengt droogte met zich mee. Door de relatief koele wind die overheersend uit Afrika komt is het in de zomers aangenaam nabij de stranden. In winterperiodes is het er nat en zijn er temperaturen van gemiddeld 10 graden Celsius.

## Verkeer en vervoer

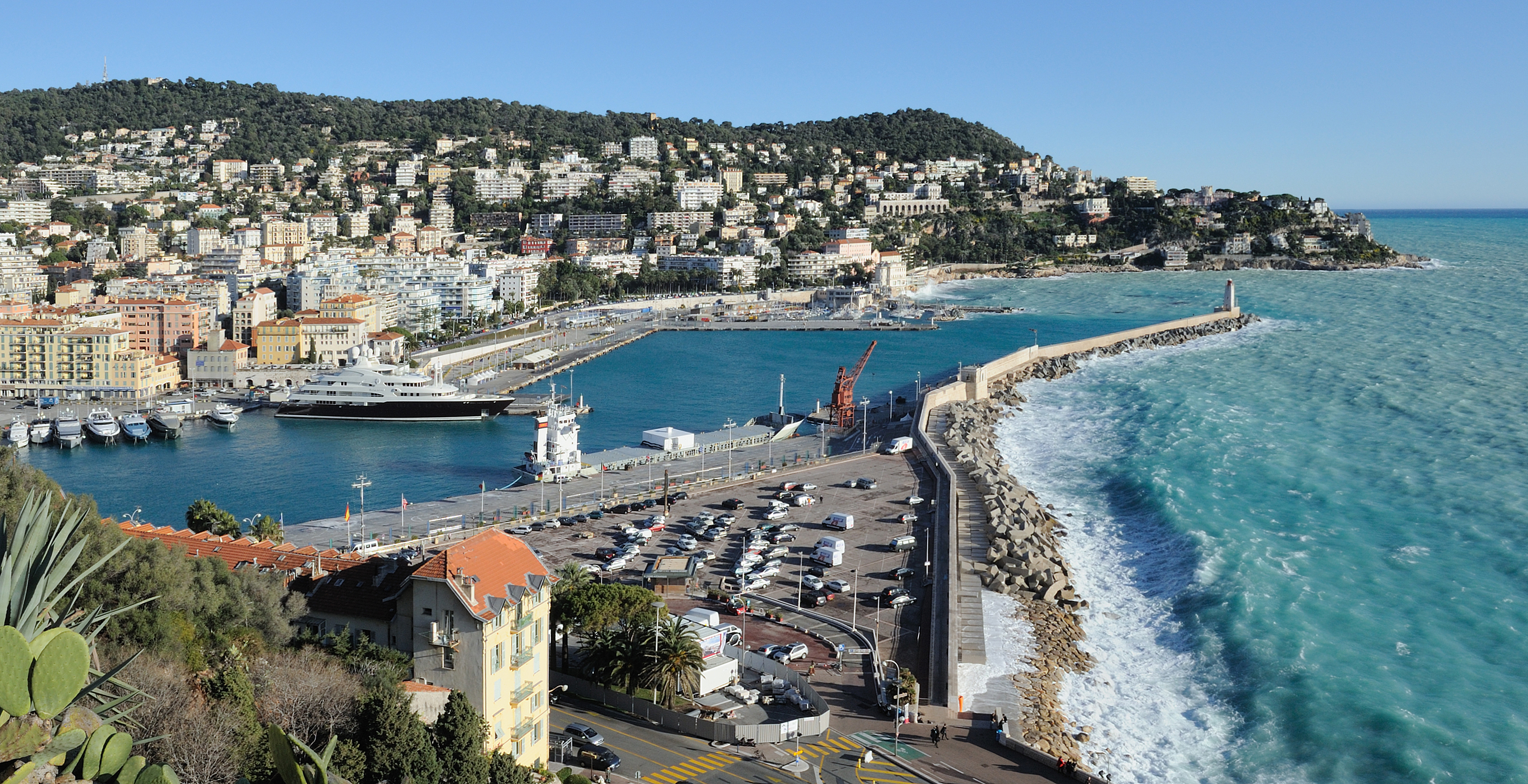
De ingang van de haven van Nice

In de gemeente liggen de spoorwegstations Nice-Riquier, Nice-Saint-Augustin, Nice-Ville, en Nice CP. Nice wordt bediend door de TGV, maar de stad ligt niet aan een hogesnelheidslijn. Deze eindigt (vanuit Parijs) bij Marseille. Er zijn ideeën om de HSL via de kust door te trekken richting Nice en Italië.
Bij Nice ligt ook de autosnelweg A8.
Verder heeft Nice een haven en een vliegveld: luchthaven Nice-Côte d'Azur.

## Onderwijs
- EDHEC Business School
- École pour l'informatique et les nouvelles technologies
- ISEFAC Bachelor

## Sport

### Voetbal
OGC Nice is de professionele voetbal club van Nice en speelt in de Allianz Riviera. De club speelt doorgaans in Ligue 1, het hoogste Franse niveau.
Nice was speelstad bij het EK voetbal van 2016. De wedstrijden werden gespeeld in de Allianz Riviera.

### Wielrennen
Nice is in de sportwereld bekend van het wielrennen. Nice is jaarlijks in maart de aankomstplaats van de prestigieuze wielerkoers Parijs-Nice. De finish is dan op de beroemde Promenade des Anglais. 
In 2016 zouden in Nice de Europese kampioenschappen wielrennen plaatsvinden, maar vanwege de Terroristische aanslag op 14 juli 2016 met als gevolg dat de veiligheid daar niet kon worden gewaarborgd werden deze verplaatst naar Plumelec. 
Nice was tot in de jaren dertig bijna jaarlijks etappeplaats in de Ronde van Frankrijk. Philippe Thys en Nicolas Frantz wonnen er elk drie etappes. In de jaren nadien kwam deze koers er regelmatig terug. Zo vond op 29 en 30 augustus 2020 de Grand Départ van de Ronde van Frankrijk in Nice plaats. Aanvankelijk zou de Tour in juni starten, maar deze werd in verband met de coronapandemie twee maanden uitgesteld. De twee etappes van en naar Nice leverden ritzeges en gele truien op voor de Noor Alexander Kristoff en een dag later voor de Fransman Julian Alaphilippe. In 2024 eindigde de Ronde van Frankrijk eenmalig in Nice. Deze eindigt normaal gesproken op de Champs-Élysées in Parijs, maar omdat dat jaar de Olympische Spelen in Parijs werden gehouden werd de finish verplaatst naar Nice. De tijdrit naar Nice werd gewonnen door eindwinnaar Tadej Pogačar.
In 1998 startte de Ronde van Italië al in Nice. De proloog werd er gewonnen door de Zwitser Alex Zülle.

## Partnersteden
- Al Hoceima (Marokko)
- Edinburgh (Verenigd Koninkrijk)
- Kaapstad (Zuid-Afrika)
- Miami (Florida)
- Saint-Denis (Frankrijk), sinds 1961
- Santa Cruz de Tenerife (Spanje)
- Astana (Kazachstan)

## Bekende inwoners van Nice

### Geboren

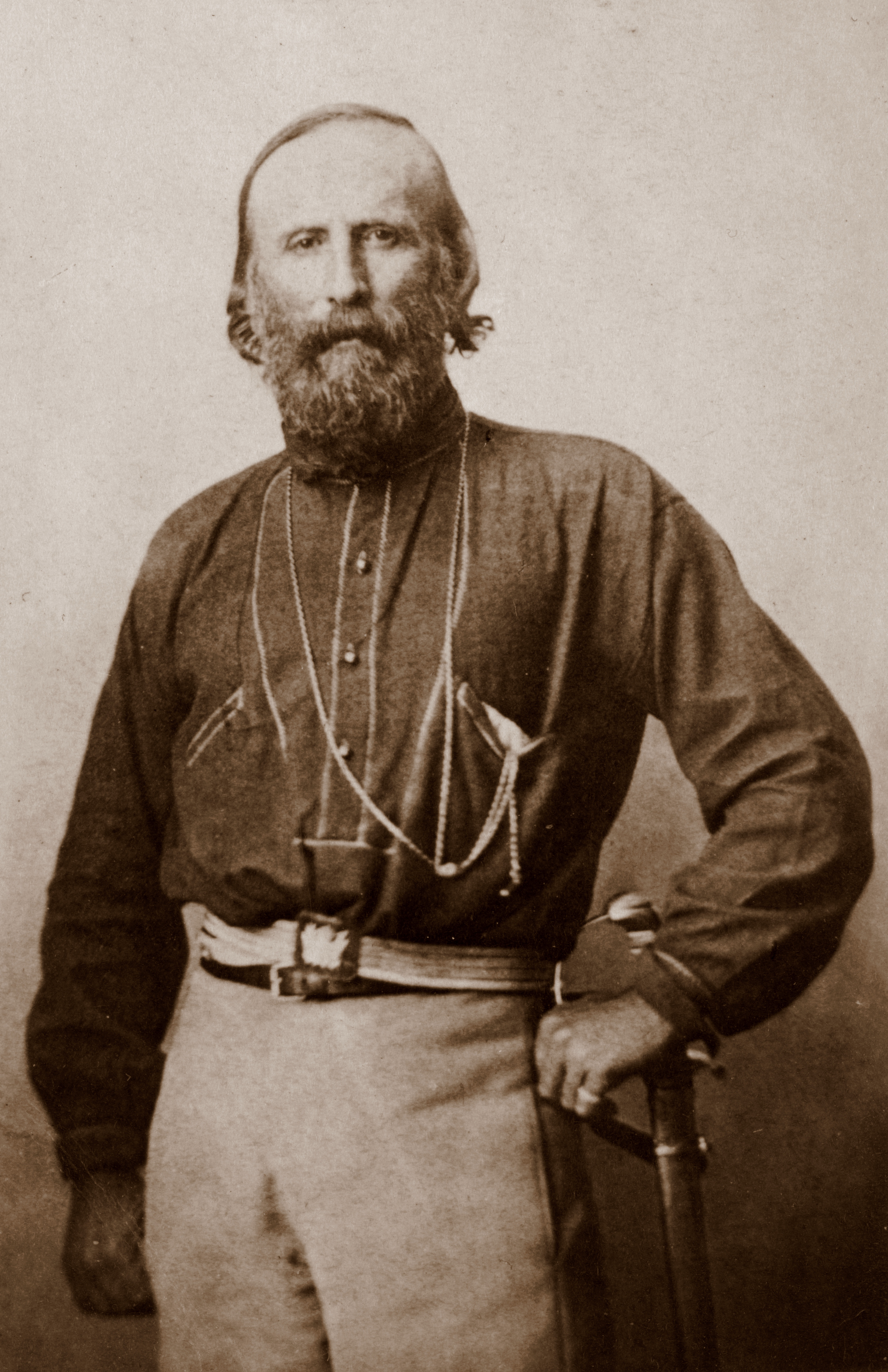
Giuseppe Garibaldi in 1861

- Henry Cavendish (1731-1810), Brits natuurkundige en scheikundige
- André Masséna (1758-1817), hertog van Rivoli en maarschalk van Frankrijk
- Giuseppe Garibaldi (1807-1882), generaal en politicus
- Robert Caesar Childers (1838-1876), Brits oriëntalist
- Eugène-Melchior de Vogüé (1848-1910), politicus
- Albert Calmette (1863-1933), arts
- Marcel Journet (186?-1933), operazanger
- Henri Evenepoel (1872-1899), Belgisch schilder
- Marcel Journet (acteur) (1895-1973), acteur
- René Lefèvre (1898-1991), acteur
- Maurice Jaubert (1900-1940), filmcomponist
- René Dreyfus (1905-1993), autocoureur
- Jean Behra (1921-1959), Formule 1-coureur
- Jean Lucienbonnet (1923-1962), Formule 1-coureur
- Michel Delgiudice (1924-2006), componist en dirigent
- Alphonse Boudard (1925-2000), schrijver
- Raymond Pellegrin (1925-2007), acteur
- Georges Lautner (1926-2013), cineast
- Simone Veil (1927-2017), politica
- Maurice Ronet (1927-1983), acteur
- Yves Klein (1928-1962), avant-gardekunstenaar
- Jean-Pierre Mocky (1929-2019), filmregisseur en acteur
- Max Gallo (1932-2017), schrijver, historicus en politicus
- Francis Lai (1932-2018), filmmuziekcomponist
- Nadine Trintignant (1934), cineaste
- Christian Wolff (1934), componist
- Mylène Demongeot (1935-2022), actrice
- Michèle Mercier (1939), actrice
- Jean-Marie Le Clézio (1940), schrijver en Nobelprijswinnaar (2008)
- Jacqueline Sassard (1940), actrice
- Philippe Léotard (1940-2001), acteur en zanger
- Bernard Barsi (1942-2022), aartsbisschop
- Jean Meyer (1942), historicus
- Dick Rivers (1946), variétézanger
- Dominique Baratelli (1947), voetballer
- François Corteggiani (1953-2022), stripauteur
- Gilles Veissière (1959), voetbalscheidsrechter
- Michel-Marie Zanotti-Sorkine (1959), priester
- Éric Fottorino (1960), journalist en schrijver
- Léon Haan (1968), Nederlands atleet en sportverslaggever
- Bertrand Bonello (1968), filmregisseur, scenarioschrijver en componist
- Joann Sfar (1971), stripauteur, illustrator, schrijver en filmregisseur
- Lionel Letizi (1973), voetballer
- Sophie Sandolo (1976), Italiaans professioneel golfer
- Mathieu Béda (1981), voetballer
- Lise Darly (1981), zangeres
- Morgan Amalfitano (1985), voetballer
- Hugo Lloris (1986), voetballer
- Clément Lefert (1987), zwemmer
- Romain Amalfitano (1989), voetballer
- Jules Bianchi (1989-2015), autocoureur
- Camille Muffat (1989-2015), zwemster
- Pierre Plihon (1989), boogschutter
- Alizé Cornet (1990), tennisster
- Benjamin André (1990), voetballer
- Mathieu Faivre (1992), alpineskiër
- Grégoire Puel (1992), voetballer
- Alexy Bosetti (1993), voetballer
- Paulin Puel (1997), voetballer
- Malang Sarr (1999), voetballer
- Adrien Maire (2000), wielrenner
- Carla Lazzari (2005), zangeres en presentatrice

### Overleden
- Claire de Duras (1777-1828), schrijfster
- Édouard Sayous (1842-1898), Frans-Zwitsers historicus en onderwijzer
- Teiko Kiwa (1902-1983), operazangeres
- Dick van Dijk (1946-1997), voetballer

## Zie ook

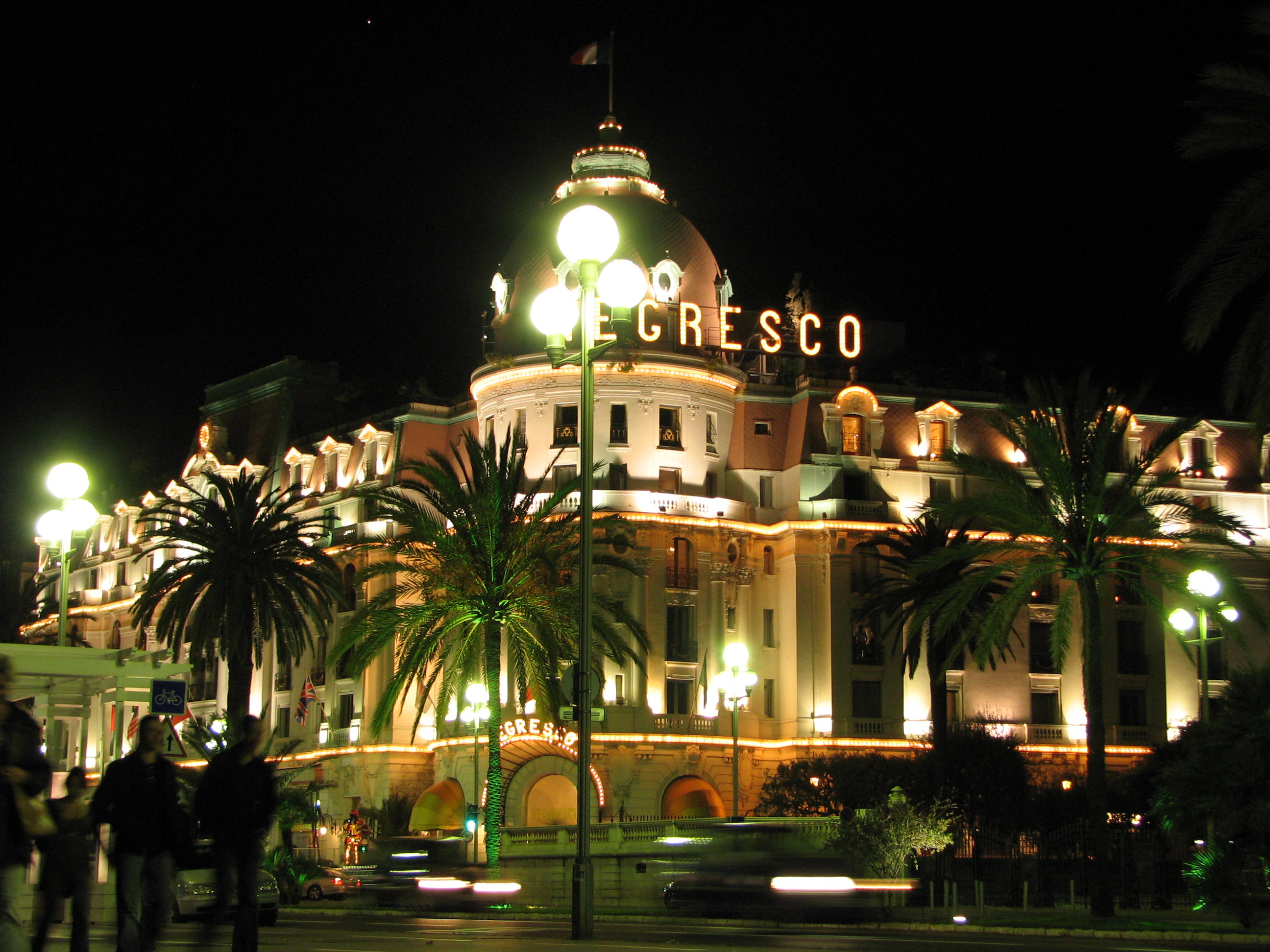
Hotel Negresco